# Министерство лёгкой и пищевой промышленности СССР
Министерство лёгкой и пищевой промышленности СССР (Минлегпищепром) — союзно-республиканское министерство, осуществлявшее руководство пищевой и лёгкой промышленностями Советского Союза.

## История
Министерство было образовано в марте 1953 года путём слияния Министерств пищевой, лёгкой, рыбной, мясной и молочной промышленности. Ликвидировано в том же году. В дальнейшем некоторые из упомянутых Министерств были воссозданы при ликвидации совнархозов в 1965 году.